# Logóteta do pretório
O logóteta do pretório (em grego: λογοθέτης τοῦ πραιτωρίου; romaniz.: logothetes tou praitoriou) foi um oficial sênior, um dos principais assessores (junto com o símpono) do eparca de Constantinopla, a capital do Império Bizantino. Evidência literária e sigilográfica deste ofício provém do final do século VII e começo do VIII até o século XI. Seu papel exato é incerto, mas, desde que o pretório foi um dos principais presídios da capital, suas funções eram provavelmente relacionada com deveres judiciais e policiais.